# Friedrich von Schindler
Friedrich Schindler, ab 1882 von Schindler, (* 30. März 1827 in Gruorn, Gutsbezirk Münsingen; † 5. September 1900 in Stuttgart) war ein württembergischer Oberamtmann.

## Leben und Beruf
Friedrich Schindler besuchte die Lateinschulen in Münsingen und Urach sowie das Gymnasium in Stuttgart. Zwischen 1846 und 1850 studierte er Regiminalwissenschaften an der Universität Tübingen, 1850 legte er die 1. und 1851 die 2. höhere Dienstprüfung ab. 1851 bis 1853 war er Sekretariatsverweser bzw. Aktuariatsverweser bei der Ablösungskommission und bei den Oberämtern Gmünd und Schorndorf. Von 1853 bis 1858 arbeitete er als Oberamtsaktuar in Schorndorf, 1859 bis 1861 als Kollegialhilfsarbeiter beim Ministerium des Innern in Stuttgart und bei der Regierung des Schwarzwaldkreises in Reutlingen. 1861 wurde er Assessor bei der Regierung des Donaukreises in Ulm. Von 1866 bis 1870 war er Oberamtmann in Vaihingen und von 1870 bis 1875 in Schorndorf. 1875 wurde er Administrativ-Referent in der Ministerialabteilung für das Hochbauwesen mit dem Titel Regierungsrat. 1883 wurde er dort Oberregierungsrat und 1891 Kollegialdirektor. 1895 trat er in den Ruhestand.

## Ehrungen, Nobilitierung
- 1873 Ritterkreuz 1. Klasse des Friedrichsordens
- 1879 Ritterkreuz 2. Klasse des Ordens der württembergischen Krone
- 1882 Ehrenritterkreuz des Ordens der württembergischen Krone, welches mit dem persönlichen Adelstitel (Nobilitierung) verbunden war
- 1889 Krone zum Ehrenritterkreuz des Ordens der württembergischen Krone[1]
- 1895 Kommenturkreuz 2. Klasse des Friedrichsordens